# Izbucul intermitent de la Călugări
Izbucul intermitent de la Călugări (monument al naturii) este o arie protejată de interes național ce corespunde categoriei a III-a IUCN (rezervație naturală de tip hidrogeologic), situată în vestul Transilvaniei, pe teritoriul județului Bihor.

## Localizare
Aria naturală se află în extremitatea sudică a județului Bihor (la limita de graniță cu județul Arad), pe teritoriul administrativ al comunei Cărpinet (între satele Izbuc și Călugări), în apropierea drumului județean (DJ764E) care străbate cele două localități.

## Descriere
Rezervația naturală a fost declarată arie protejată prin Legea Nr.5 din 6 martie 2000 (privind aprobarea Planului de amenajare a teritoriului național - Secțiunea a III-a - zone protejate, publicată în Monitorul Oficial al României, Nr.152 din 12 aprilie 2000) și se întinde pe o suprafață de 14,40 hectare.
Aria protejată (cunoscută de localnici și sub denumirea de Apa Momii) se afă la poalele estice a Munților Codru-Moma (grupă montană a Apusenilor ce aparține lanțului carpatic al Occidentalilor) reprezintă o zonă naturală în teritoriul căreia se află un izbuc intermitent (izvor puternic datorat infiltrațiilor de apă în rocile sedimentare de dolomit și calcare, formând bazine de acumulare și galerii de evacuare); fenomenul carstic producându-se cu intermitență odată ce apa trece nivelul superior al galeriei de evacuare, prin sifonare golind încăperea, urmând ca fenomenul să se repete după pauza de umplere a bazinului de acumulare.